# Eiičiró Oda
Eiičiró Oda (japonsky 尾田栄一郎, Oda Eiičiró, * 1. leden 1975, Kumamoto) je japonský mangaka, který proslul zejména jako autor populární mangy One Piece. S více než 480 miliony prodanými kopiemi se z mangy One Piece stala nejprodávanější manga a nejprodávanější komiksová série na světě. Eiičiró Oda se tak stal nejlépe prodávaným spisovatelem fikce a jedním z umělců, kteří svou tvorbou ovlivnili historii japonských komiksů.
Ve svých čtyřech letech se rozhodl stát se mangakou, aby nemusel dělat stejnou práci jako ostatní. Inspiroval se čtením mangy Dragon Ball od mangaky Akiry Torijamy. Ve věku 17 let dokončil své první dílo Wanted!, které získalo několik ocenění. Zamířil do Tokia a získal místo v časopisu Gekkan šónen Jump, kde asistoval jiným komiksovým tvůrcům. Byli jimi například Šinobu Kaitani a Masaja Tokuhira. V 19 letech spolupracoval s Nobuhirou Wacukim na manze Ruróni Kenšin. Během těchto let Oda shromáždil nápady pro svou nadcházející tvorbu. Jednosvazková manga Romance Dawn byla roku 1996 vydána v časopisech Akamaru Jump a Gekkan šónen Jump. V roce 1997 se v Gekkan šónen Jumpu objevila první kapitola mangy One Piece. Ta se stala nejen neoblíbenější mangou v Japonsku, ale také nejprodávanější mangou historie.